# 奧格登 (北卡羅萊納州)
奧格登（英語：Ogden）是位於美國北卡羅萊納州新漢諾威縣的普查規定居民點。

## 人口
根據2020年美國人口普查的數據，奧格登的面積為12.34平方千米，當中陸地面積為11.74平方千米，而水域面積為0.60平方千米。當地共有人口8200人，而人口密度為每平方千米664.51人。